# Château de Vanamõisa
Pour les articles homonymes, voir Altenhof.
Le château de Vanamõisa (estonien : Vanamõisa mõis, avant 1919 en allemand : Schloß Altenhof) est un château estonien situé dans le territoire du hameau de Vanamõisa du bourg (alevik) d'Haljala appartenant à la commune d'Haljala - du temps du gouvernement d'Estland: paroisse (Kirchspiel) d'Haljall - dans le Virumaa occidental (ancien Wierland).

## Historique

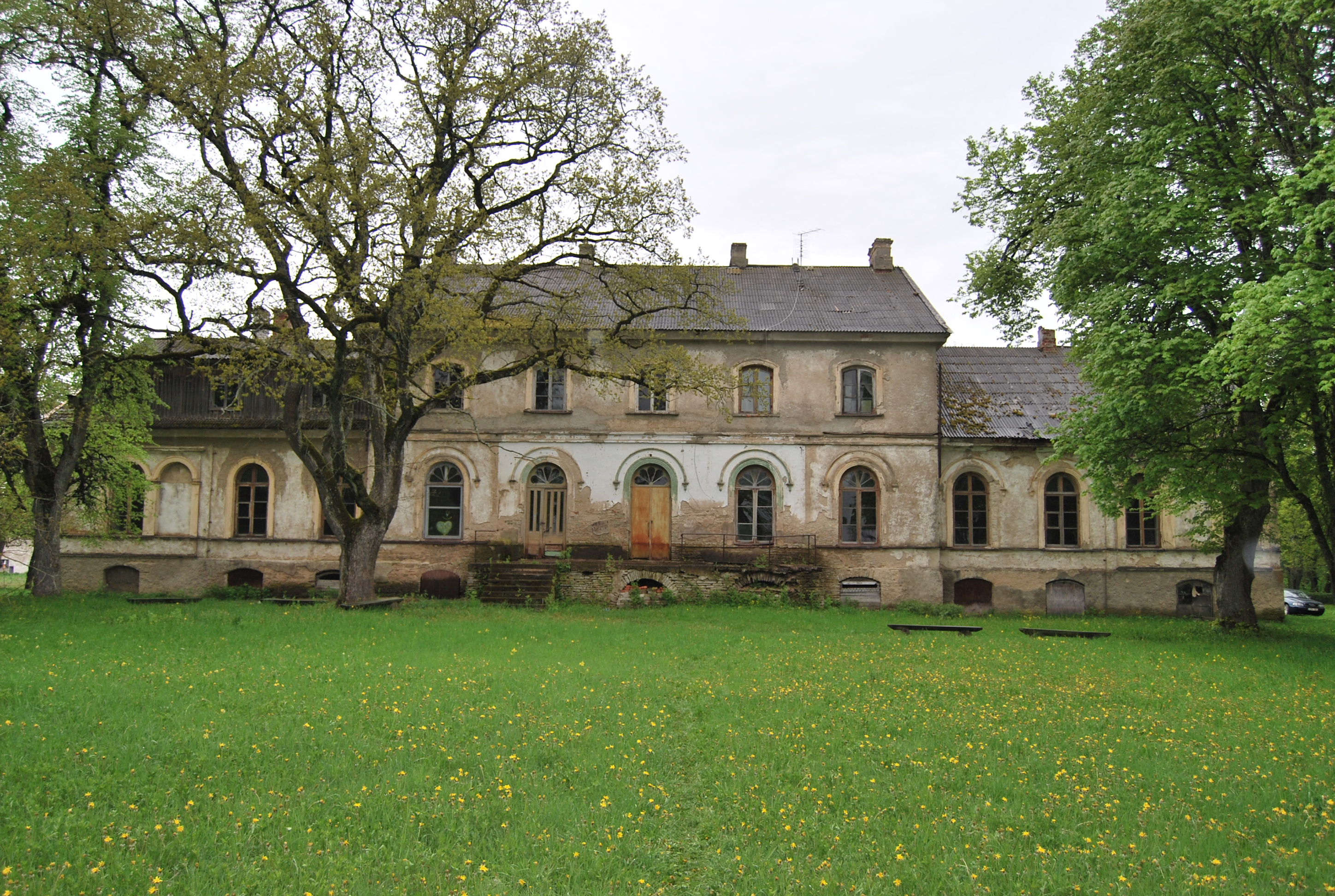
Façade donnant sur le parc

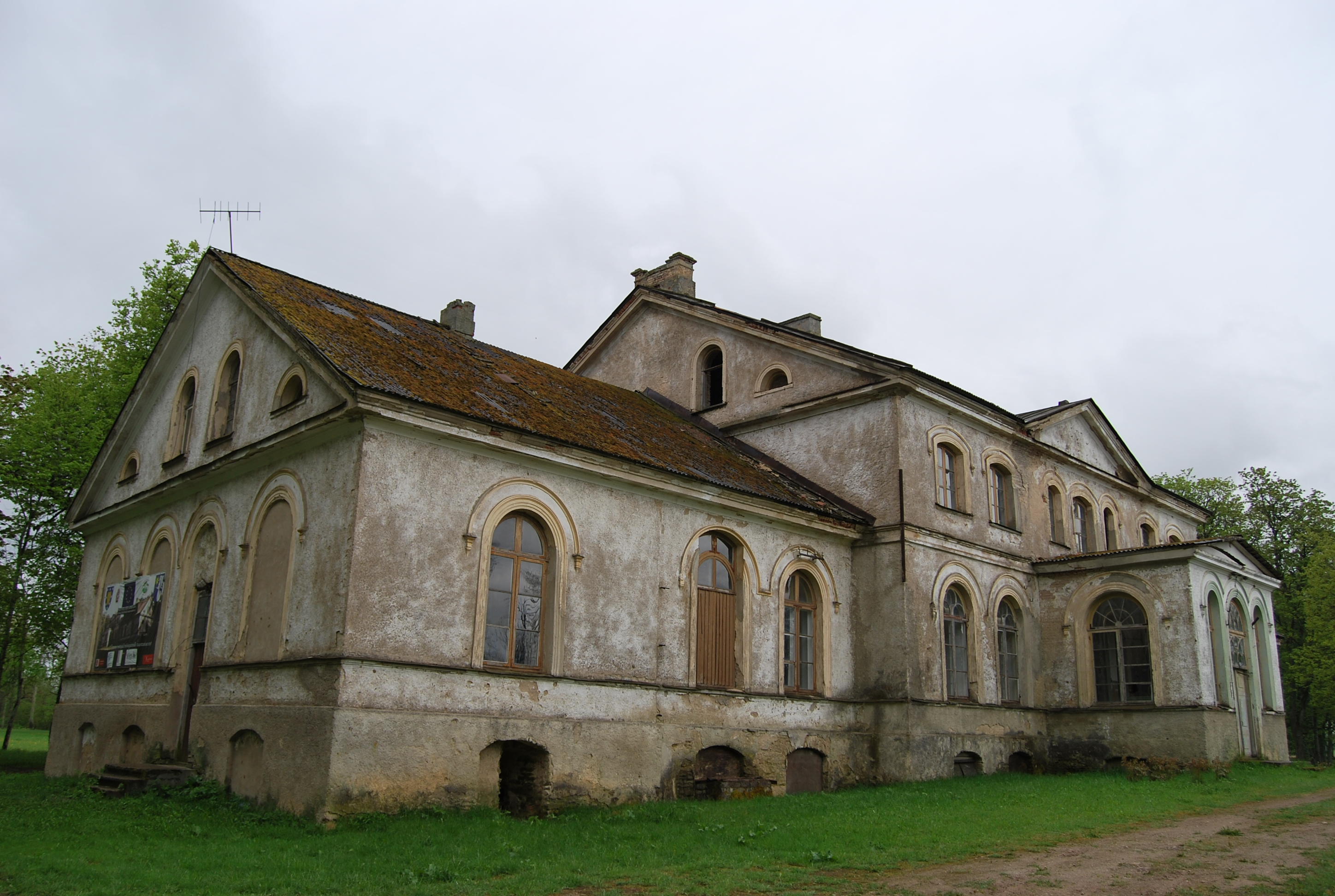
Entrée du château en 2008

Le domaine a été formé en 1660 du temps où la contrée appartenait à la Livonie suédoise, en se détachant du domaine de Karoll (aujourd'hui Karula). Le domaine appartient à la puissante famille von Brevern qui le garde en sa possession, jusqu'à son expropriation par les lois foncières de nationalisation des terres en 1919.
Le château actuel a été bâti en style néorenaissance en 1859. Le corps de logis rectangulaire à un étage supérieur est orné d'un fronton triangulaire qui s'ouvre par une loggia couverte de style florentin. Il est flanqué de deux ailes basses avec des fenêtres à l'italienne. La façade donnant sur le parc ne comporte pas de portique, mais elle est agrémentée d'un escalier à double rampe.
Le château est entouré d'anciens bâtiments agricoles.
Ce château du patrimoine historique en mauvais état a été récemment privatisé. Il se trouve sur la route de Tallinn à Narva.

## Source
- (et) Cet article est partiellement ou en totalité issu de l’article de Wikipédia en estonien intitulé « Vanamõisa mõis (Haljala) » (voir la liste des auteurs).